# Jerome Kagan
Jerome Kagan (* 25. Februar 1929 in Newark, New Jersey; † 10. Mai 2021 in Chapel Hill, North Carolina) war ein US-amerikanischer Psychologe. Zuletzt war er emeritierter Daniel und Amy Starch-Forschungsprofessor für Psychologie in Harvard. Bedeutend sind seine Forschungen im Bereich der Emotionen und besonders des Temperaments.

## Biografie
Jerome Kagan wurde 1929 als Sohn von Joseph und Myrtle Kagan in Newark geboren und wuchs in Rahway auf. Seinen Bachelor-Abschluss in Biologie und Psychologie erwarb er an der Rutgers University, seinen Doktortitel in Psychologie (Ph.D.) an der Yale University und seinen Ehren-Master-Abschluss in Harvard. Er lehrte an der Ohio State University und war als Psychologe in der medizinischen Forschung am U.S. Army Hospital in West Point, New York, tätig; er arbeitete auch am Fels Research Institute in Yellow Springs, Ohio, bevor er 1964 als Professor für Psychologie an die Harvard-Fakultät kam. Von 1964 bis 1994 war er hier Professor für Entwicklungspsychologie. Im Jahr 1968 wurde er Mitglied der American Academy of Arts and Sciences.

## Werk
Er untersuchte über sechs Dekaden, wie sich das Verhalten und die Eigenschaften von Kindern vom Säuglingsalter bis zur Adoleszenz entwickeln. Er konnte in Längsschnittstudien zeigen, dass das Temperament eines Kindes über lange Zeit hinweg ziemlich stabil ist, d. h. bestimmte Verhaltensweisen im Kleinkindalter haben eine Vorhersagekraft (sind prädiktiv) für bestimmte andere Verhaltensmuster in der Adoleszenz. Im Gegensatz zu früheren Behauptungen, dass die Charaktereigenschaften von Kindern ausschließlich von der Erziehung und dem sozialen Umfeld beeinflusst werden, fand er heraus, dass etwa 15 Prozent der Babys als Säuglinge sehr schüchtern waren – seine Kategorie war „verhaltensgehemmt“ – und sie behielten diese Eigenschaft über die gesamte Kindheit hinweg weitgehend bei. Er fand jedoch auch heraus, dass sich das Verhalten mancher Kinder im Laufe des Heranwachsens in Abhängigkeit vom elterlichen Engagement veränderte, was auf einen Zusammenhang zwischen der Psychologie und der Biologie eines Kindes hindeutet.
In einer Liste der 100 bedeutendsten Psychologen des 20. Jahrhunderts belegt Kagan Platz 22.

## Publikationen
Monografien
- A Trio of Pursuits: Puzzles in Human Development. World Scientific Pub., 2021,  ISBN 978-9811226946.
- The temperamental thread: How genes, culture, time, and luck make us who we are. Dana Press, 2010.
- The three cultures: Natural sciences, social sciences and the humanities in the 21st century. Cambridge University Press, New York, NY 2009.
- What Is Emotion? History, Measures, and Meanings. Yale University Press, New Haven, CT 2007.
- Mit N. Herschkowitz: A young mind in a growing brain. Erlbaum, Mahwah, NJ 2005.
- Surprise, uncertainty, and mental structures. Harvard University Press, Cambridge, MA 2002.
- Three seductive ideas. Harvard University Press, Cambridge, MA 1998.
- The Nature of the Child. Basic Books, New York City 1984.
- The second year. The emergence of self-awareness Harvard University Press, Cambridge, MA 1981.
- Understanding Children: Behavior, Motives, and Thought. Harcourt College Pub, 1971,  ISBN 978-0155928732.
- Mit H. Moss: Birth to maturity. Wiley, New York 1962.

## Auszeichnungen
- 1981: Wilbur Cross Medal
- 1987: APA Award for Distinguished Scientific Contributions to Psychology
- 1989: William James Fellow
- Hofheimer-Preis der American Psychiatric Association
- G. Stanley Hall Award
- Mitglied in der National Academy of Sciences, des President's Science Advisory Committee, des Social Science Research Council, des National Institute of Mental Health und des National Research Council

## Privates
1951 heiratete er Cele Katzman. Mit seiner Frau Cele war er fast 70 Jahre verheiratet, sie starb im Jahr 2020. Aus der Ehe ging die Tochter Janet Kagan hervor.